# 강주은 (미스코리아)
강주은(영어: June Elizabeth Kang, 1970년 4월 15일~)은 캐나다의 미스코리아다. 1993년 미스코리아 캐나다 진을 수상했다. 남편은 배우 최민수다. 슬하에 두 아들 최유성과 최유진이 있다.

## 학력
- 웨스턴 온타리오 대학교 생물학 학사

## 출연 작품

### 텔레비전 프로그램
- 《수퍼맘 다이어리》
- 《엄마가 뭐길래》 (2016)
- 《속풀이쇼 동치미》
- 《둥지탈출》 (2017)
- 《갓파더》(2022)
- 《아빠하고 나하고》
- 《건강 하우스 깡있는 아침》

## 가족 관계
- 아버지 : 강형수 (1939년 ~ )
- 어머니 : 안현숙 (1946년 ~ )
- 배우자 : 최민수 (1962년 3월 27일 ~ )
  - 장남 : 최유성 (1996년 ~ )
  - 차남 : 최유진 (2002년 ~ )